# Кужмаринское сельское поселение
Кужмаринское сельское поселение — муниципальное образование (сельское поселение) в составе Советского района Марий Эл Российской Федерации. Административный центр поселения — село Кужмара.

## История
Статус и границы сельского поселения установлены Законом Республики Марий Эл от 18 июня 2004 года № 15-З «О статусе, границах и составе муниципальных районов, городских округов в Республике Марий Эл».
В 2009 году в состав Кужмаринского сельского поселения были включены 8 населённых пунктов (деревни Средний Кадам, Васлеево, Верхний Кадам, Кордемтюр, Логанер, Малый Кадам, Русский Кадам, Шанешкино), ранее входивших в состав упразднённого Кадамского сельского поселения, а также 12 населённых пунктов (деревни Кельмаксола, Большая Руясола, Воскресенское, Лайсола, Люперсола, Малая Руясола, Тошлем, Шудасола, Шуармучаш, Шуарсола, Энерсола, Юледур, Алеево), ранее входивших в состав упразднённого Кельмаксолинского сельского поселения.

## Численность населения поселения
| 2010  | 2011  | 2012  | 2013  | 2014  | 2015  | 2016  |
| ----- | ----- | ----- | ----- | ----- | ----- | ----- |
| 3748  | ↘3742 | ↘3657 | ↘3630 | ↘3574 | ↘3506 | ↘3472 |
| 2017  | 2018  | 2019  | 2020  | 2021  | 2023  |       |
| ↘3398 | ↘3341 | ↘3256 | ↘3170 | ↘3055 | ↘2967 |       |

## Состав сельского поселения
В состав сельского поселения входят 1 село и 32 деревни:
| №  | Населённый пункт | Тип населённого пункта       | Население |
| -- | ---------------- | ---------------------------- | --------- |
| 1  | Алеево           | деревня                      | 117       |
| 2  | Большая Руясола  | деревня                      | 221       |
| 3  | Большой Шургумал | деревня                      | 30        |
| 4  | Васлеево         | деревня                      | 55        |
| 5  | Верхний Кадам    | деревня                      | 139       |
| 6  | Воскресенское    | деревня                      | 8         |
| 7  | Йошкаренер       | деревня                      | 0         |
| 8  | Кельмаксола      | деревня                      | 349       |
| 9  | Кислицино        | деревня                      | 0         |
| 10 | Кордемтюр        | деревня                      | 143       |
| 11 | Куберсола        | деревня                      | 137       |
| 12 | Кужмара          | село, административный центр | 391       |
| 13 | Лайсола          | деревня                      | 119       |
| 14 | Липовцы          | деревня                      | 0         |
| 15 | Логанер          | деревня                      | 13        |
| 16 | Люперсола        | деревня                      | 436       |
| 17 | Малая Руясола    | деревня                      | 17        |
| 18 | Малый Кадам      | деревня                      | 98        |
| 19 | Малый Шургумал   | деревня                      | 34        |
| 20 | Неделька         | деревня                      | 0         |
| 21 | Прокопьево       | деревня                      | 80        |
| 22 | Русский Кадам    | деревня                      | 97        |
| 23 | Средний Кадам    | деревня                      | 502       |
| 24 | Тошлем           | деревня                      | 9         |
| 25 | Троицинский      | деревня                      | 36        |
| 26 | Шанешкино        | деревня                      | 42        |
| 27 | Шуармучаш        | деревня                      | 65        |
| 28 | Шуарсола         | деревня                      | 264       |
| 29 | Шудасола         | деревня                      | 183       |
| 30 | Шулемучаш        | деревня                      | 9         |
| 31 | Энерсола         | деревня                      | 62        |
| 32 | Юледур           | деревня                      | 21        |
| 33 | Яштародо         | деревня                      | 71        |